# Appellationsgericht Dresden
Das Appellationsgericht Dresden war von 1835 bis 1879 ein Mittelgericht im Königreich Sachsen mit Sitz in Dresden.

## Geschichte

### Gründung
Mit dem Gesetz, die höheren Justizbehörden und den Instanzenzug in Justizsachen betreffend vom 28. Januar 1835 wurde die sächsischen Ober- und Mittelgerichte neu organisiert.
An der Spitze des Instanzenzugs stand nun das neu gebildete Königliche Oberappellationsgericht Dresden. Darunter waren mehrere Appellationsgerichte angesiedelt. Deren Sprengel beschrieb die Ausführungsverordnung vom 28. März 1835.
Der Sprengel des Appellationsgerichtes Dresden umfasste den Meißnischen Kreis ohne die Ämter Oschatz und Stolpen und mit dem Amt Dippoldiswalde. Ihm waren eine Vielzahl unterschiedlicher Gerichte nachgeordnet. Dies waren vor allem die Königlichen Justizämter sowie Königlichen Gerichte, die Magistratualische Gerichte (Stadrräte oder Stadtgerichte) und die Patrimonialgerichte.

### Justizreform 1855
Mit dem Gesetz, die künftige Einrichtung der Behörden erster Instanz für Rechtspflege und Verwaltung betreffend vom 11. August 1855 wurden die Eingangsgerichte neu geordnet. Die Patrimonialgerichte wurden endgültig aufgelöst, Verwaltung und Rechtsprechung getrennt. Die Details der Verwaltungsreform regelte das sächsische Gerichtsverfassungsgesetz vom 11. August 1855 und die Verordnung über die Bildung der Gerichtsbezirke vom 2. September 1856.
Eingangsgerichte waren nur die Gerichtsämter und Bezirksgerichte. Als mittlerer Instanz wurden vier Appellationsgerichte eingerichtet. Oberste Instanz war das Oberappellationsgericht Dresden.
Dem Appellationsgericht Dresden waren die vier Bezirksgerichte Dresden, Pirna, Freiberg und Meißen nachgeordnet. Diesen wiederum waren Gerichtsämter nachgeordnet, die Bezirksgerichte selbst waren Gerichtsämter für die Stadt ihres Sitzes.

### Auflösung
1879 wurde das Appellationsgericht Dresden aufgehoben und das Landgericht Dresden an seiner Stelle eingerichtet.